# Lumiton
Lumiton est une société de production cinématographique fondée en Argentine en 1932 au début de l'âge d'or du cinéma argentin. Ses films populaires ont connu un vif succès en Argentine et dans toute l'Amérique latine. C'était le principal concurrent d'Argentina Sono Film dans les années 1940. Après la Seconde Guerre mondiale (1939-1945), Lumiton est confronté à une réglementation gouvernementale accrue, à une augmentation des coûts et à une perte d'audience au profit de productions hollywoodiennes plus sophistiquées. L'entreprise ferme en 1952.

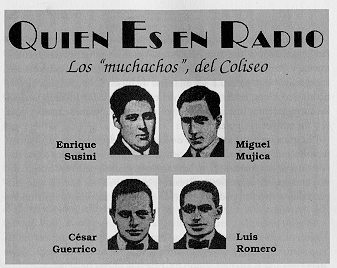
Les quatre fondateurs de LOR Radio Argentina, qui fondèrent Lumiton

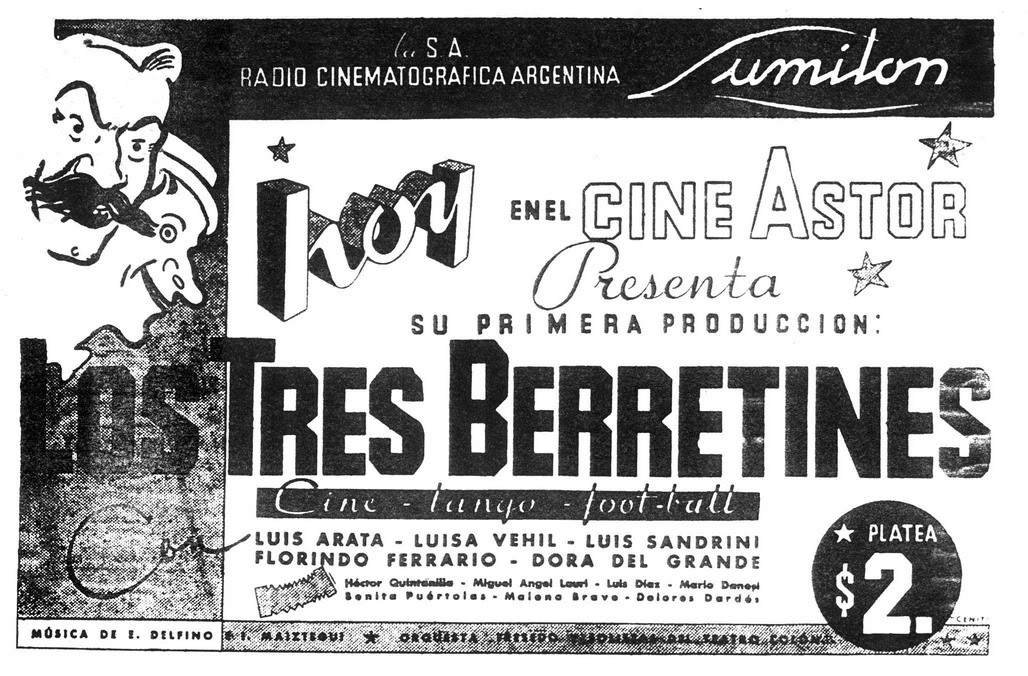
Affiche pour Los tres berretines (1933), premier film du studio

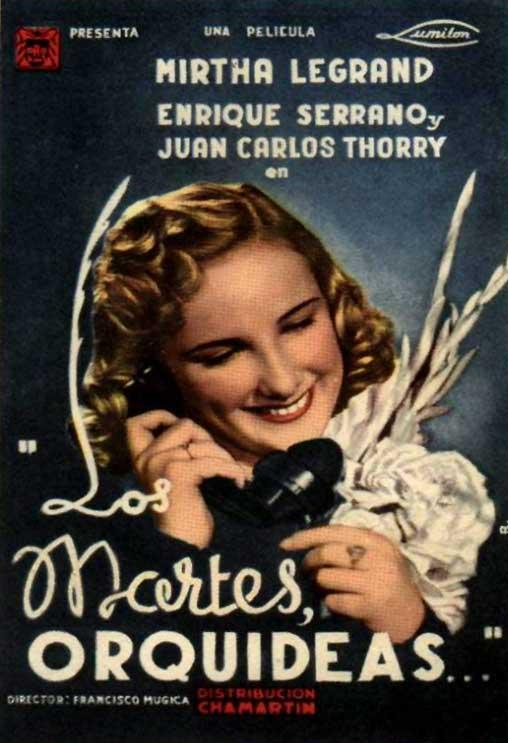
Affiche pour Los martes, orquídeas (1941)

## Production cinématographique
Liste non exhaustive des films de Lumiton :
- Los tres berretines (1933)
- El caballo del pueblo (1935)
- Noches de Buenos Aires (1935)
- La muchachada de a bordo (1936)
- La vuelta de Rocha (1937)
- Fuera de la ley (1937)
- El cañonero de Giles (1937)
- Jettatore (1938)
- Mujeres que trabajan (1938)
- La chismosa (1938)
- La rubia del camino (1938)
- Tres anclados en París (1938)
- Muchachas que estudian (1939)
- Así es la vida (1939)
- Divorcio en Montevideo (1939)
- Margarita, Armando y su padre (1939)
- La modelo y la estrella (1939)
- La vida es un tango (1939)
- El inglés de los güesos (1940)
- Isabelita (1940)
- Carnaval de antaño (1940)
- Medio millón por una mujer (1940)
- Casamiento en Buenos Aires (1940)
- Mi amor eres tú (1941)
- Persona honrada se necesita (1941)
- El tesoro de la isla Maciel (1941)
- Los martes, orquídeas (1941)
- Yo quiero ser bataclana (1941)
- Águila blanca (White Eagle, 1941)
- Un bebé de París (1941)
- El mejor papá del mundo (1941)
- La novia de primavera (1942)
- Historia de crímenes (1942)
- El viaje (1942)
- Ven mi corazón te llama (1942)
- Los chicos crecen (1942)
- Una luz en la ventana (1942)
- Noche de bodas (1942)
- Adolescencia (1942)
- Safo, historia de una pasión (1943)
- La calle Corrientes (1943)
- El espejo (1943)
- Dieciséis años (1943)
- El fabricante de estrellas (1943)
- La guerra la gano yo (I Win the War, 1943)
- La hija del ministro (1943)
- Mi novia es un fantasma (1944)
- La pequeña señora de Pérez (1944)
- Las seis suegras de Barba Azul (1945)
- La señora de Pérez se divorcia (1945)
- El canto del cisne (1945)
- Adán y la serpiente (1946)
- El ángel desnudo (1946)
- La muerte camina en la lluvia (1948)
- Morir en su ley (1949)
- La trampa (1949)
- Yo no elegí mi vida (1949)
- Abuso de confianza (1950)
- ¿Vendrás a media noche? (1950)
- Valentina (1950)
- Filomena Marturano (1950)
- Cartas de amor (1951)
- Las furias (1960)